# 240 v. Chr.
Portal Geschichte | Portal Biografien | Aktuelle Ereignisse | Jahreskalender | Tagesartikel

◄ |
4. Jahrhundert v. Chr. |
3. Jahrhundert v. Chr. |
2. Jahrhundert v. Chr. |
►

◄ | 260er v. Chr. | 250er v. Chr. | 240er v. Chr. | 230er v. Chr. |
220er v. Chr. |
►

◄◄ | ◄ | 243 v. Chr. | 242 v. Chr. | 241 v. Chr. | 240 v. Chr. |
239 v. Chr. |
238 v. Chr. |
237 v. Chr. |
► |
►►
Staatsoberhäupter

## Ereignisse

### Politik und Weltgeschehen

#### Westliches Mittelmeer
- Die gegen Karthago rebellierenden Söldner erobern Utica und Tunes und besiegen den Feldherrn Hanno. Daraufhin ernennen die Karthager Hamilkar Barkas zu ihrem Befehlshaber, der die Söldner im Jahr 240 oder 239 v. Chr. in der Schlacht am Bagradas schlägt. Hamilkar gewinnt zudem die Unterstützung des numidischen Herrschers Naravas, mit dessen Hilfe ihm ein erneuter Sieg gegen die Aufständischen gelingt.
- Die römische Lex Hieronica legt die Besteuerung der neu erworbenen Provinz Sicilia fest.

#### Östliches Mittelmeer
- Der Aitolische Bund, dessen Truppen nach Peloponnes eingedrungen waren, schließt Frieden mit dem Achaiischen Bund.
- Nach dem Tod des Tyrannen von Argos, Aristomachos, wird Aristippos dessen Nachfolger. Aratos von Sikyon greift die Stadt mit Truppen des Achaiischen Bundes an, bleibt aber ohne Erfolg.

#### Asien
- Seleukos II. bekämpft in Lydien seinen Bruder und Rivalen Antiochos Hierax.

### Wissenschaft und Technik
- Eratosthenes von Kyrene stellt für die Erdkunde das System von Längen- und Breitengraden auf. Den Erdumfang berechnet er aus den unterschiedlichen Sonnenständen in Alexandria und Syene zu 252.000 Stadien, was dem tatsächlichen Wert recht nahekommt.
- Erste nachgewiesene Beobachtung des Halleyschen Kometen (in China).

### Kultur
- In Rom werden von Staats wegen erstmals je eine griechische Tragödie und Komödie in lateinischer Übersetzung aufgeführt: schlagartiger Anbruch der römischen Literatur (vorklassische Periode) und des römischen Theaterwesens; Livius Andronicus verfasst noch im selben Jahr mit seinem Achilles das erste Drama in lateinischer Sprache.

### Religion
- Einführung des Buddhismus auf Sri Lanka durch Mahinda, dem Sohn von Ashoka.

## Geboren
- um 240 v. Chr.: Diogenes von Babylon, griechischer Philosoph († vor 150 v. Chr.)
- nach 240 v. Chr.: Ptolemaios IV., König von Ägypten († 204 v. Chr.)

## Gestorben
- Poseidippos, hellenistischer Epigrammatiker (* um 310 v. Chr.)
- um 240 v. Chr.: Kallimachos von Kyrene, hellenistischer Dichter (* um 305 v. Chr.)
- um 240 v. Chr.: Arkesilaos, griechischer Philosoph (* um 315 v. Chr.)